# Novîțea, Kaluș
Novîțea (în ucraineană Новиця) este localitatea de reședință a comunei Novîțea din raionul Kaluș, regiunea Ivano-Frankivsk, Ucraina.

## Demografie
Componența lingvistică a localității Novîțea
     Ucraineană (99,52%)
     Alte limbi (0,49%)
Conform recensământului din 2001, majoritatea populației localității Novîțea era vorbitoare de ucraineană (99,52%), existând în minoritate și vorbitori de alte limbi.